# Cupriavidus
Cupriavidus ist eine Bakterien-Gattung aus der Familie der Burkholderiaceae.
Sie umfasst kurze, stäbchenförmige, Gram-negative, chemoorganoheterotrophe Bakterien, die sich mit 2 – 10 peritrichen Geißeln fortbewegen. Sie besitzen Katalase, Oxidase und Nitratreduktase.

## Ökologie und mögliche Nutzung
Arten von Cupriavidus kommen in Böden vor.
Die zuerst beschriebene Art Cupriavidus necator ist in der Lage verschiedene Bodenbakterien und Pilze durch eine Lyse als Nahrungsquelle nutzen. Charakteristisch für diese Art ist auch eine weitgehende Unempfindlichkeit gegenüber Kupfer-Ionen.
Es sind auch pathogene Arten bekannt, so z. B. ist Cupriavidus pauculus  ein neu aufkommender Krankheitserreger, der Infektionen bei immungeschwächten Patienten verursachen kann.
Der Stamm Cupriavidus sp. WS2 ist ein Bodenbakterium mit der Fähigkeit hoher Cadmiumakkumulation, das es für die Sanierung von Cadmium interessant macht.
Cadmium (Cd) ist eines der schädlichsten Schwermetalle, dessen Anreicherung in Kulturpflanzen zu schweren ökologischen und gesundheitlichen Problemen beim Menschen führen kann. So kann Cadmium u. a. Nierenschäden und Knochenkrankheiten, Lungenschäden und Herz-Kreislauf-Probleme hervorrufen. Die Bioremediation mit Mikroben zur Entfernung von Cadmium oder zur Verringerung der Bioverfügbarkeit von Cd gilt als vielversprechender Ansatz zur Bekämpfung der Cd-Verschmutzung.
Cupriavidus necato ist in der Lage, Kohlendioxid (CO2) in Poly-3-hydroxybutyrat (PHB), einen nachhaltigen Biokunststoff, umzuwandeln. Dieses Bakterium kann mit organischen Kohlenstoffquellen (heterotroph) oder unter autotrophen Bedingungen mit einer Mischung aus CO2, Wasserstoff (H2) und Sauerstoff (O2) wachsen.

## Systematik
Die Gattung Cupriavidus wurde 1987 mit der Typusart Cupriavidus necato, eingeführt. Spätere 16S rRNA-Gensequenzen und weitere Untersuchungen zeigten, dass die Art Wautersia eutropha (Davies 1969) Vaneechoutte et al. 2004, die Typusart der Gattung Wautersia, ein späteres Synonym von Cupriavidus necator ist. Das führte dazu, dass alle Arten von Wauteria neu in Cupriavidus eingeordnet wurden. Es handelt sich hierbei um Cupriavidus basilensis, Cupriavidus campinensis, Cupriavidus gilardii, Cupriavidus metallidurans, Cupriavidus oxalaticus, Cupriavidus pauculus, Cupriavidus respiraculi und Cupriavidus taiwanensis.
Des Weiteren wurden ehemalige Vertreter der Gattungen Alcaligenes und Ralstonia in die Gattung transferiert.
Es folgt eine Liste einiger Arten (Stand Januar 2019):
- Cupriavidus alkaliphilus Estrada-de Los Santos et al. 2012
- Cupriavidus basilensis (Steinle et al. 1999) Vandamme & Coenye 2004
- Cupriavidus campinensis (Goris et al. 2001) Vandamme & Coenye 2004
- Cupriavidus gilardii (Coenye et al. 1999) Vandamme & Coenye 2004
- Cupriavidus laharis Sato et al. 2006
- Cupriavidus metallidurans (Goris et al. 2001) Vandamme & Coenye 2004
- Cupriavidus nantongensis Sun et al. 2016
- Cupriavidus necator Makkar & Casida 1987
- Cupriavidus numazuensis (Kageyama et al. 2005) Martínez-Aguilar 2013
- Cupriavidus oxalaticus (Sahin et al. 2000) Vandamme & Coenye 2004
- Cupriavidus pampae Cuadrado et al. 2010
- Cupriavidus pauculus (Vandamme et al. 1999) Vandamme & Coenye 2004
- Cupriavidus pinatubonensis Sato et al. 2006
- Cupriavidus plantarum Estrada-de Los Santos et al. 2015
- Cupriavidus respiraculi (Coenye et al. 2003) Vandamme & Coenye 2004
- Cupriavidus taiwanensis (Chen et al. 2001) Vandamme & Coenye 2004
- Cupriavidus yeoncheonensis Singh et al. 2015